# Cochlespira kuroharai
Cochlespira kuroharai é uma espécie de gastrópode do gênero Cochlespira, pertencente a família Cochlespiridae.